# Heinz Oberbeck
Heinz Oberbeck (ur. 20 sierpnia 1931 w Brunszwiku, zm. 26 stycznia 1995 w Neuwied) – zachodnioniemiecki lekkoatleta, wieloboista i skoczek w dal, medalista mistrzostw Europy z 1954, później trener i teoretyk sportu.
Zdobył brązowy medal w dziesięcioboju na mistrzostwach Europy w 1954 w Bernie, za Wasilijem Kuzniecowem z ZSRR i Torbjörnem Lasseniusem z Finlandii. Na tych samych mistrzostwach zajął 9. miejsce w skoku w dal.
Był mistrzem RFN w trójskoku w 1953, w skoku w dal był mistrzem w 1954 i brązowym medalistą w 1955, a w dziesięcioboju wicemistrzem w 1952 i 1954. Był również halowym wicemistrzem RFN w skoku w dal w 1954.
Później był trenerem i teoretykiem sportu, autorem naukowych opracowań o kulturze fizycznej.